# Kaliumperoxosulfaat
Kaliumperoxosulfaat (KHSO5) is het kaliumzout van peroxomonozwavelzuur en komt voor als een wit poeder. Er zijn twee bedrijven waar deze stof wordt gemaakt: Degussa (Duitsland) en DuPont (Verenigde Staten). Zij produceren kaliumperoxosulfaat respectievelijk onder de naam Caroat en Oxone.

## Toepassingen
Kaliumperoxosulfaat wordt vrij algemeen gebruikt als oxidator, vooral in de organische synthese. Het oxideert aldehyden tot de corresponderen carbonzuren en in aanwezigheid van alcoholen als oplosmiddel worden de corresponderende esters verkregen. Interne alkenen worden gesplitst in twee carbonzuren (vergelijkbaar met de ozonolyse) en alfa-alkenen worden geëpoxideerd. Thio-ethers worden geoxideerd tot de sulfonverbindingen, tertiaire amines worden geoxideerd tot amineoxiden en fosfines worden omgezet in fosfineoxiden.